# Больвари, Антал
Антал Больвари (венг. Bolvári Antal; 6 мая 1932, Капошвар — 8 января 2019, Будапешт) — венгерский ватерполист, выступавший за национальную сборную Венгрии по водному поло в 1952—1956 годах. Двукратный олимпийский чемпион, чемпион Европы. Также известен как пловец, победитель и призёр венгерских национальных первенств. Тренер по водному поло.

## Биография
Антал Больвари родился 6 мая 1932 года в городе Капошвар, Венгрия.
Занимался плаванием с 1945 года, специализировался на плавании на спине — выигрывал в этой дисциплине медали национального первенства, становился призёром международных студенческих соревнований. Затем перешёл в водное поло и начал показывать высокие результаты в составе столичной команды «Будапешт Хонвед».
Первого серьёзного успеха на международном уровне добился в сезоне 1952 года, когда вошёл в основной состав венгерской национальной сборной и удостоился права защищать честь страны на летних Олимпийских играх в Хельсинки. Венгерские ватерполисты не потерпели здесь ни одного поражения и в конечном счёте завоевали золотые медали. Больвари при этом поучаствовал в шести играх своей команды и сумел забросить один мяч.
После хельсинкской Олимпиады Антал Больвари остался в составе ватерпольной команды Венгрии на ещё один олимпийский цикл и продолжил принимать участие в крупнейших международных соревнованиях. Так, в 1954 году он побывал на чемпионате Европы по водному поло в Турине, откуда так же привёз награду золотого достоинства.
Находясь в числе лидеров венгерской национальной сборной, благополучно прошёл отбор на Олимпийские игры 1956 года в Мельбурне. Венгерская команда выиграла у Великобритании и США на предварительном этапе, затем в финале взяла верх над Италией, Германией, Советским Союзом и Югославией — таким образом набрала наибольшее количество очков и заняла первое место. Матч против СССР получился особенно напряжённым и был остановлен полицией из-за начавшихся беспорядков. Больвари довелось поучаствовать в четырёх играх своей команды, на его счету два гола.
Впоследствии оставался действующим ватерполистом вплоть до 1969 года, выступая за клубы «Вашаш», «Спартак», «Ференцварош».
Завершив спортивную карьеру, с 1970 года в течение многих последующих лет занимался тренерской деятельностью, в качестве наставника в разное время возглавлял ряд сильнейших венгерских ватерпольных клубов.
За выдающиеся спортивные достижения в 2004 году награждён премией «Наследие Венгрии».
Умер в результате продолжительной болезни 8 января 2019 года в Будапеште в возрасте 86 лет.